# Минаев, Александр Анатольевич
Александр Анатольевич Минаев (17 июля 1942, Серов — 26 октября 2021) — советский и украинский учёный в области металлургии, доктор технических наук, профессор, член-корреспондент Национальной академии наук Украины (с 2009), ректор Донецкого национального технического университета (1989—2014), председатель Совета ректоров вузов Донецкой области (2011—2014). Герой Украины (2012), Заслуженный деятель науки и техники Украины (1992), Лауреат Государственных премий Украины (2002, 2011).

## Биография
Родился 17 июля 1942 года в городе Серов в семье металлургов. Отец Анатолий Фёдорович Минаев — инженер-металлург, впоследствии заслуженный металлург Украины, мать Валентина Сергеевна Шанина, инженер-металловед, работали на Серовском металлургическом заводе.
В 1943 году после освобождения Донбасса от оккупации фашистов, семья переехала в г. Сталино (с 1961 года г. Донецк). В 1949 году поступил учиться в среднюю школу № 1. В связи с производственной деятельностью отца переезжает в г. Макеевку, а затем в г. Енакиево, где в 1959 году окончил среднюю школу № 2.
В 1959 г. начал трудовую деятельность на Енакиевском металлургическом заводе. Окончательный выбор профессии определил вуз — Донецкий политехнический институт (ДПИ), металлургический факультет которого А. А. Минаев закончил в 1964 году по специальности «Обработка металлов давлением». В период практики работал помощником мастера сортопрокатного цеха Донецкого металлургического завода. Интерес к научным исследованиям проявился в студенческие годы, когда он активно участвовал в студенческом научном обществе.
Большое влияние на Минаева оказал заслуженный деятель науки Украины, заведующий кафедрой обработки металлов давлением (ОМД) ДПИ профессор, доктор технических наук Валентин Митрофанович Клименко. А. А. Минаев долгие годы неутомимо работает как один из главных помощников и соратников В. М. Клименко, заменяя впоследствии последнего на постах заведующего кафедрой обработки металлов давлением и руководителя клименковской научной школы.
Первое самостоятельное исследование А. А. Минаев выполнил в 1964 году при разработке дипломного проекта, главную часть которого составил анализ технологии прокатки полосовых профилей на сортовых станах Донецкого металлургического завода. Эксперименты по энергосиловым и кинемаптическим параметрам проводились в условиях промышленных станов. Результаты исследований были использованы при разработке технологии прокатки полосовых профилей дифференцированных по группам прочности.
В конце 1964 года после успешного окончания металлургического факультета ДПИ Александр Анатольевич был оставлен для работы на кафедре обработки металлов давлением инженером-исследователем.
В 1966 г., поступив в аспирантуру к В. М. Клименко на кафедру ОМД, А. А. Минаев избирает в качестве темы диссертационной работы изучение закономерностей непрерывного процесса прокатки фасонных профилей. Главным научным результатом кандидатской диссертации «Исследование влияние натяжение на силовые параметры и утяжку профиля при непрерывной прокатке в фасонных калибрах» явились впервые установленные зависимости, отражающие влияние натяжения, возникающего вследствие рассогласования скоростного режима, на энергосиловые параметры и формоизменение фасонного профиля. Впервые был установлен механизм влияния жесткости клети сортового стана на изменение соотношения вертикального и горизонтального размеров профиля. Приоритет разработок защищен авторскими свидетельствами и патентами и позже был представлен в монографии «Средства контроля и управления точностью сортового проката» опубликованной в 1983 году А. А. Минаевым в соавторстве с В. М. Клименко и В. М. Кашаевым.
После окончания аспирантуры в 1969 году А. А. Минаев был распределен на кафедру ОМД ассистентом, с 1970 года по 1973 год работал старшим преподавателем, После защиты кандидатской диссертации Александр Анатольевич избирается доцентом кафедры ОМД и работает на этой должности с 1973 г. по 1977 год. Этот восьмилетний период — период становления и возмужания А. А. Минаева, как педагога прославленного вуза, отметившего в 1971 году 50-летие своего существования. Александр Анатольевич успешно ведет преподавательскую деятельность, создает свои лекционные курсы, пишет учебные пособия для студентов, совершенствует лабораторный практикум.
Участие в учебно-воспитательном процессе А. А. Минаев совмещает с общественной деятельностью. Он руководит работой художественной самодеятельности и спортивным движением студенчества на факультете. В его характере, интеллектуальном облике, реакциях на жизненные коллизии значительное место занимает юмор, что позволяет ему уверенно завоевать высокий авторитет среди коллег и студенчества.
В 1974—1975 гг. А. А. Минаев проходит научную стажировку в университете г. Филадельфии, США, которая способствовала формированию нового научного направления, впоследствии использованного при работе над докторской диссертацией.
В 1977 году он становится деканом металлургического факультета и председателем специализированного совета по защите диссертаций на соискание учёной степени кандидата наук.
Исследования технологических процессов прокатки сортового металла приводят А. А. Минаева к разработке проблемы, которой он посвятил значительную часть своей научной деятельности: исследованию технологических методов управления механическими свойствами и точностью сортовых профилей. Постановка проблемы, комплекс теоретических задач, их практическое решение на 14 металлургических заводах составили основу докторской диссертации «Повышение эффективности сортовой прокатки на основе разработки и внедрения технологических методов управления механическими свойствами и точностью профилей», защищённой в 1989 г. в Московском институте стали и сплавов.
С 1985 года по 1989 год А. А. Минаев работает секретарём партийного комитета ДПИ, продолжая продуктивно заниматься научной деятельностью. За успешное выполнение и внедрение научно-исследовательских работ в промышленность Главным комитетом выставки достижений народного хозяйства Украины А. А. Минаев был награждён дипломом III степени. Он избран членом президиума Донецкого областного научно-технического общества чёрной металлургии.
А. А. Минаев активно участвует в общественной жизни, так в 1985 году избирается депутатом Донецкого городского совета народных депутатов. После успешной защиты докторской диссертации он назначается председателем специализированного совета ДПИ по защите диссертаций на соискание учёной степени доктора наук в области металлургии.
30 декабря 1989 года на расширенном заседании ученого совета ДПИ А. А. Минаев избирается ректором. Многолетний опыт работы в ДПИ позволил ему достаточно оперативно освоить принципы управления жизнью вуза и развернуть деятельность по закреплению и развитию традиций, заложенных его предшественником профессором Г. В. Малеевым. В 1992 году указом Президента Украины профессору А. А. Минаеву было присвоено почётное звание «Заслуженный деятель науки и техники Украины».
В связи с построением независимого государства перестройка системы высшего образования на Украине поставила перед коллективом ДПИ сложные задачи по адаптации к новым экономическим условиям. Переломным годом в истории института стал 1993-й. В сентябре 1993 года Постановлением Кабинета Министров Украины № 646 от 13.08.1993 ДПИ был преобразован в технический университет, что определило на последующие годы основные задачи в деятельности ректора.
Добившись университетского статуса, коллектив вуза приступил к наполнению учебно-воспитательного процесса новым содержанием. Уже в 1993—1994 учебном году обучение велось по планам, соответствующим университетскому образованию. Согласно им, все дисциплины были разбиты на циклы: гуманитарный, общеинженерный и общенаучный; специальные дисциплины. Тем самым Донецкий государственный технический университет (ДонГТУ) начал отходить от подготовки специалистов узкой направленности. В учебных планах была заложена возможность обеспечить студента в первые четыре года учёбы таким объёмом информации, который поможет ему к пятому курсу выбрать себе по душе любое из направлений и за год получить знания по узкой специализации.
В 1990-е годы впервые на Украине среди технических университетов, по инициативе профессора А.Минаева в составе Донецкого технического университета были образованы немецкий, английский и французский технические факультеты с ведением учебного процесса на иностранных языках по направлениям подготовки: экономика, инженерная механика, металлургия, электротехника, компьютерные сети и системы. В 2011 году по результатам этой работы коллективом преподавателей и сотрудников ДонНТУ была получена Государственная премия Украины — первая премия такого рода в области образования.
В 90-е годы особо остро стал также вопрос о разработке научно-обоснованной государственной региональной политики на Украине в связи с переходом к рыночным принципам хозяйствования. Потребность в разграничении функций хозяйственного управления больше всего ощущали на себе территории с большим экономическим потенциалом, каковым является Донбасс. Понимая важность и необходимость разработки таких программ, программ создания нового хозяйственного механизма в регионе с ориентацией на глубокую структурную перестройку его экономики, ДонГТУ выступил с инициативой разработки «Комплексной программы социального и экономического развития Донбасса», которая была одобрена Постановлением Кабинета Министров Украины № 977 от 02.12.1993 г.
Сформированные теоретические и методические подходы — продукт коллективного труда, в котором принимали участие ученые Института экономики промышленности НАН Украины, Института экономико-правовых исследований НАН Украины, ДонУГИ, ДонНИИЧерМет, УкрНИИагропроект и другие. Во главе коллектива ученых генерального исполнителя комплексной программы ДонГТУ был ректор А. А. Минаев. По результатам этих комплексных исследований была подготовлена монография «Регион: структурно-инвестиционные аспекты перехода к рынку», опубликованная в 1994 году А. А. Минаевым в соавторстве.
Активная позиция ректора и проведенная огромная работа профессорско-преподавательского коллектива технического университета в области учебно-воспитательного процесса, научно-исследовательской деятельности и международного сотрудничества позволили претендовать на статус национального университета. Указом Президента Украины № 591/2001 от 7 августа 2001 года, принимая во внимание общегосударственное положение и международное признание результатов деятельности, весомый вклад в развитие национального образования и науки ДонГТУ был присвоен статус национального университета.
Скончался 26 октября 2021 года.

## Научная деятельность
В списке научных трудов А. А. Минаева — более 500 публикаций, в том числе более 50 — в зарубежных изданиях, около ста патентов и авторских свидетельств на изобретения, 10 монографий и учебных пособий. Под его руководством защищено более 30 докторских и кандидатских диссертаций.
А. А. Минаев непосредственно участвует в проведении крупных комплексных исследований по разработке ресурсосберегающих технологических циклов производства конкурентоспособных металлоизделий. Эта работа прошла нелегкий, но славный путь от первых трудоемких лабораторных и заводских исследований до внедрения в цехах Енакиевского, Днепровского и Донецкого металлургических заводов. По результатам этой работы в 2002 году опубликована монография «Процессы непрерывной разливки», написанная в соавторстве с А. Н. Смирновым, В. Л. Пилюшенко, С. В. Момотом и Ю. Н. Белобровым, которая стала настольной книгой научных и инженерно-технических работников, специализирующихся в области технологии, проектирования, реконструкции и исследования процессов непрерывной разливки и производства стали Авторский коллектив в составе ученых университета — ректора и его коллег, специалистов НИИ, инженеров заводов удостоен присуждения в 2002 году Государственной премии Украины в области науки и техники.
Работы А. А. Минаева широко известны не только на Украине, но и в других странах, он неоднократно участвовал в международных научных форумах, симпозиумах во Фрайберге, Сент-Поле, Квебеке, Париже, Лондоне, Кракове, Москве, Праге, Остраве, Бордо, Берлине, Брюсселе, Бонне, Стокгольме, Осло, на которых были представлены доклады по проблематике процессов формоизменения металла и сплавов, технологических процессов прокатного производства совмещающих горячую деформацию и ускоренное охлаждение, а также доклады по совершенствованию систем образования и аттестации бакалавров и магистров, по развитию природоохранных и прочих аспектов инженерного образования.

## Основные публикации
- Минаев А. А. Совмещенные металлургические процессы: Монография.. — Донецк: Технопарк ДонГТУ УНИТЕХ, 2008. — 552 с.
- Мінаєв О. А. ДІЯЛЬНІСТЬ ДОНЕЦЬКОГО НАЦІОНАЛЬНОГО ТЕХНІЧНОГО УНІВЕРСИТЕТУ НА СУЧАСНОМУ ЕТАПІ РОЗВИТКУ ОСВІТЯНСЬКО-НАУКОВОГО ПРОСТОРУ. // Донбас-2020: наука і техніка — виробництву: Матеріали III науково-практичної конференції. м. Донецьк, 30-31 травня 2006 р. — Донецьк, ДонНТУ Міністерства освіти і науки, 2006. — 701 с.
- Минаев А. А., Коновалов Ю. В. Возрождение металлургии в Украине невозможно без приоритетного развития прокатного производства. // Металлургическая и горнорудная промышленность, 2011.- № 7.- С.143-144.
- Минаев А. А., Кисиль В. В. Концептуальные пути решения основных проблем металлургического комплекса Украины (недоступная ссылка — история). // Научные труды Донецкого национального технического университета. Серия: «Металлургия». Выпуск 13(194). — Донецк: ДонНТУ, 2011.
- Мінаєв О. А., Анопрієнко О. Я. Регіональні мегауніверситети: сценарії майбутнього в національному і світовому контексті. // // Role of Universities in the Future Information Society. RUFIS 2000. National Technical University of Ukraine «Kiev Polytechnic Institute», Kiev, Ukraine 2000.

## Основные награды, звания и премии
- Звание Герой Украины с вручением ордена Державы (24 августа 2012 года) — за выдающиеся личные заслуги перед Украинским государством в укреплении научно-технического потенциала, весомый вклад в развитие национального образования, многолетний добросовестный труд[2]
- Орден князя Ярослава Мудрого V степени (2002)[3];
- Орден «За заслуги» IІ степени (2011)[4];
- Почётный знак отличия Президента Украины (1996)[5]
- Заслуженный деятель науки и техники Украины (1992)
- Государственная премия Украины в области науки и техники (2002)[6]
- Государственная премия Украины в области образования 2011)[7]
- Почётный гражданин Донецкой области (2012)[8]